# 4915-ös mellékút (Magyarország)
A 4915-ös mellékút egy bő 23 kilométeres hosszúságú, négy számjegyű mellékút Szabolcs-Szatmár-Bereg vármegye keleti részén; Nyírbátortól húzódik a vállaji határátkelőhelyig.

## Nyomvonala
Nyírbátor belvárosában ágazik ki a 471-es főútból, annak az 52+600-as kilométerszelvényénél, délkeleti irányban. Első, nagyjából 100 méteres szakaszát egy terebélyes, parkos zöld sziget két egyirányú ágra osztja, a 471-es út felé vezető útág egyenes folytatásaként ágazik ki a főútból a 49 326-os számú mellékút a Apafa–Mátészalka-vasútvonal és a Nyíregyháza–Mátészalka–Zajta-vasútvonal közös szakaszának Nyírbátor vasútállomására. Ezt a kezdeti szakaszt, mely a Szabadság tér nevet viseli, egy körforgalom zárja le, onnantól az út már kétirányúként folytatódik, Árpád utca néven. Az első kilométere után maga mögött hagyja a város utolsó lakóházait, keresztez egy iparvágányt, majd kissé keletebbnek fordul, dél-délkelet felé pedig kiágazik belőle a 4906-os út Piricse-Nyírábrány irányába.
2,6 kilométer után szeli át Nyírvasvári határát, a belterület nyugati szélét 3,5 kilométer után éri el, a Bátori utca nevet felvéve. Ott egy darabig délebbi irányt követ, majd a központot elhagyva ismét keletebbnek fordul, s onnantól a Kossuth utca nevet viseli. 6,3 kilométer megtételét követően lép ki a belterületről, 9,2 kilométer után pedig átlép a következő község, Terem határát.
A 12. és 13. kilométerei között halad el e község belterületének déli széle mellett, majd kevéssel ezután egy kereszteződéshez ér: észak felől a 4917-es út torkollik bele, Őr-Hodász irányából, az ellenkező irányban pedig a 49 149-es számú mellékút indul ki Bátorligetre. 15,9 kilométer után még egy elágazása van a falu határai között: ott egy önkormányzati út ágazik ki belőle északnak, Nagyfenék településrész felé.
16,8 kilométer után éri el Vállaj határszélét, bő másfél kilométeren át Mérk és Vállaj határát kíséri, majd teljesen vállaji területre lép. 20,2 kilométer után éri el a belterület északnyugati szélét, ahol a Báthory utca nevet veszi fel, majd a 21. kilométerénél egy körforgalomhoz ér: ott észak felől beletorkollik a 4922-es út, a 4915-ös pedig délnek fordul, Szabadság utca néven. A déli községrészben már Béke utca a neve, így is lép ki a belterületről, 22,8 kilométer után. Alig fél kilométerrel ezt követően eléri a vállaji határátkelőhely létesítményeit, és az országhatár térségét megközelítve véget is ér. Folytatása a romániai Csanálos ’’(Urziceni)’’ és Nagykároly ’’(Carei)’’ között a DN1F útszámozást viseli.  
Teljes hossza, az országos közutak térképes nyilvántartását szolgáló kira.kozut.hu adatbázisa szerint 23,399 kilométer.

## Története
1934-ben a kereskedelem- és közlekedésügyi miniszter 70 846/1934. számú rendelete teljes hosszában másodrendű főúttá nyilvánította, a Nyíregyháza és a vállaji határátkelőhely közt húzódó 35-ös főút részeként (annak ellenére, hogy a rendelet alapján 1937-ben közreadott közlekedési térkép tanúsága szerint a túlnyomó része még kiépítetlen volt). Egy dátum nélküli, feltehetőleg 1949 körül készült térkép már csak harmadrendű főútként tünteti fel, a szintén Nyíregyháza-Vállaj közt húzódó 473-as út részeként.
A Kartográfiai Vállalat 1990-ben megjelentetett Magyarország autóatlasza a teljes szakaszát kiépített, pormentes útként jelöli.

## Települések az út mentén
- Nyírbátor
- Nyírvasvári
- Terem
- (Mérk)
- Vállaj